# 斯特潘尼夫斯凱
50°53′56″N 33°1′2″E / 50.89889°N 33.01722°E
斯特潘尼夫斯凱（烏克蘭語：Степанівське；又譯斯捷潘尼夫斯凱）是烏克蘭北部的村莊，隸屬切爾尼希夫州的普里盧基區。該村面積0.26平方公里，海拔高度141米，2001年人口92，人口密度每平方公里353.9人。